# Jízdenka

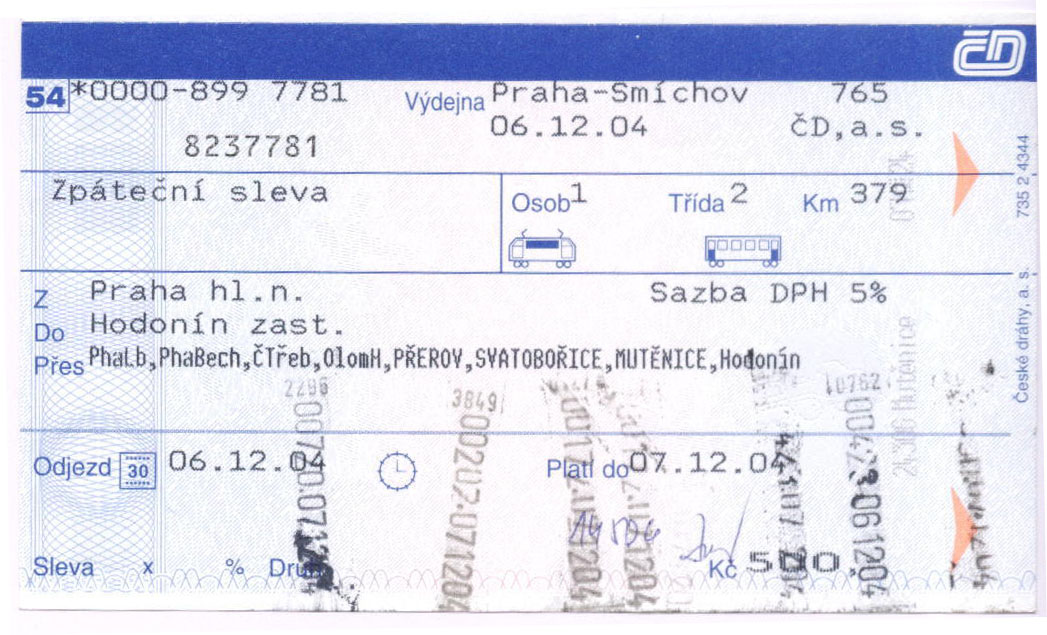
Jízdenka Českých drah (2004)

Jízdenka je nejčastější druh jízdního dokladu. Jízdenka dokládá plnění z přepravní smlouvy ze strany cestujícího, tj. zaplacení jízdného (nejde-li o bezplatný jízdní doklad). S jízdenkou se setkáváme téměř ve všech veřejných dopravních prostředcích.
V Německu je jízdenka ze zákona (§ 807 německého občanského zákoníku) definovaná jako „kleines Inhaberpapier“, tedy malý cenný papír na majitele (doručitele). Český právní řád se právní povahou jízdenky a jejího nákupu blíže nezabývá, zejména jízdenky z předprodeje a předplatní jízdenky mají charakter ceniny.

## Druhy jízdenek

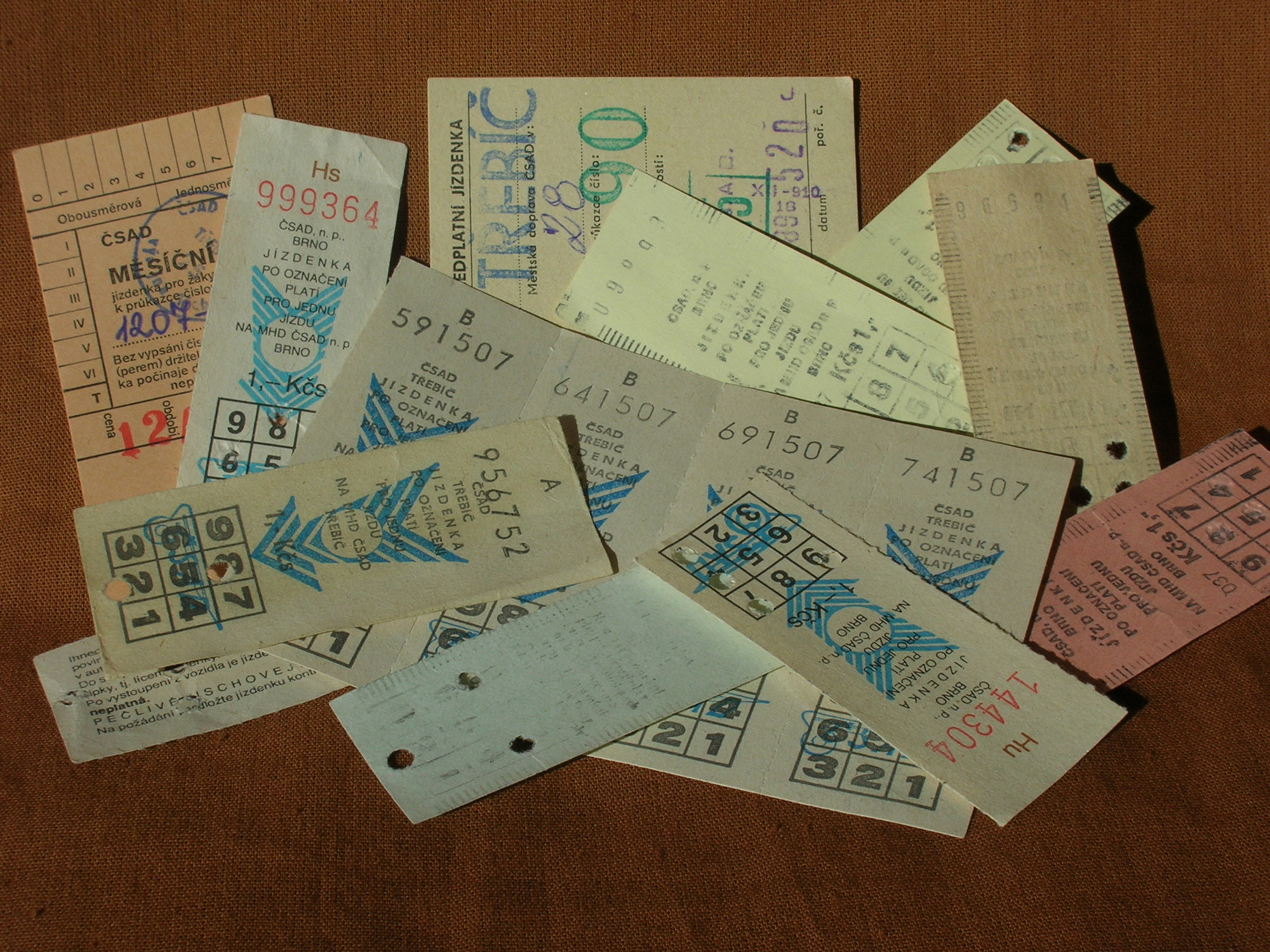
Jízdenky: měsíční, jednorázové tištěné automatem i tiskárnou

### Z hlediska územní platnosti
- Jízdenka s uvedeným výchozím a cílovým bodem (stanicí, zastávkou)
- Pásmová jízdenka se stanoveným výchozím bodem a kilometrickou vzdáleností – např. kartónová Edmondsonova jízdenka, která byla ve 20. století běžná v železniční dopravě. Může platit buď pro určité pásmo vzdáleností všemi směry, nebo pouze ve jednom směru nebo svazku směrů.
- Pásmová, zónová nebo oblastní jízdenka – platí pro přepravu v určitém pásmu nebo zóně nebo ve stanovené množině pásem nebo zón.
- Traťová nebo linková jízdenka – platí pro dopravu na určité trati nebo lince nebo stanovené množině tratí nebo linek.
- Síťová jízdenka – platí ve vymezené celistvé dopravní síti. Může jít buď o síť jednoho dopravce, nebo o síť integrované dopravy zajišťované více dopravci nebo i více druhy dopravy.

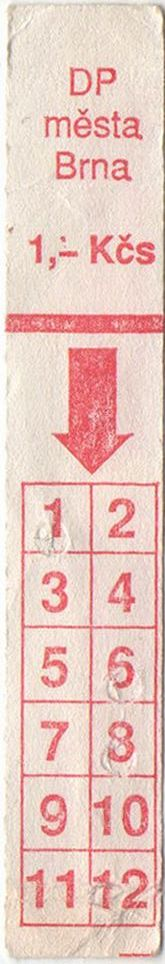
Rok cca 1990 (Brno)

### Z hlediska přestupnosti a počtu jízd
- Nepřestupní jízdenka – platí pouze pro jednu jízdu jedním dopravním prostředkem
- Přestupní jízdenka – platí buď pouze pro jednu cestu, nebo pro libovolné cestování ve vymezené oblasti po dobu platnosti jízdenky, přičemž přepravní podmínky a tarif stanoví podmínky, za jakých je možno při užití jízdenky přestupovat
- Jízdenka pro stanovený počet jízd nebo cest: nejběžnějším typem je zpáteční jízdenka pro cestu tam i zpět. V rámci některých slevových nabídek existují druhy jízdenek použitelných pro stanovený počet jízd nebo cest (kromě hromadné veřejné dopravy se používá například i na lyžařských vlecích).

### Z hlediska časové platnosti
- S neomezenou časovou platností (zpravidla je časová platnost nepřímo omezená charakterem jízdenky, zejména u nepřestupních jízdenek)
- S vymezeným obdobím platnosti. Jízdenka může být vydaná na určitý kalendářní měsíc, čtvrtletí či rok anebo na jiné období uvedené na jízdence.
- S vymezenou dobou platnosti: doba platnosti jízdenky se může odpočítávat
  - od doby vydání (prodeje) jízdenky
  - od okamžiku označení jízdenky zakoupené v předprodeji, respektive od okamžiku nastoupení jízdy.

Dále může být například stanoveno, dokdy musí cestující zahájit jízdu (například u jízdenky platné 3 dny může být podmínkou užití zahájit jízdu v den vyznačený na jízdence).

### Z hlediska odbavovacího systému
- jízdenka z předprodeje platná až od okamžiku označení. Teprve označením jízdenky se konkretizuje její použití pro konkrétní jízdu, případně její časová a pásmová platnost. Tento typ jízdenky je obvyklý zejména v městské hromadné dopravě, používá se i na některých lokálních železničních tratích. Označovače jízdenek jsou umístěny buď ve vozidlech, nebo u vstupů do stanic.
- jízdenka z předprodeje platná pro určitou trasu. Cestující si může zvolit ze spojů jedoucích v dané trase v době platnosti jízdenky. Jízdenka platí i bez označení, ale po označení ji již nelze znovu použít v téže trase.
- jízdenka z předprodeje platná pro konkrétní spoj (často ve spojení s místenkou)
- jízdenka vydaná ve vozidle řidičem, průvodčím nebo automatem. Jde-li o nepřestupní jízdenku, může jít i o jednoduchou bločkovou jízdenku, která neobsahuje konkrétní údaje o výchozím a cílovém místě nebo datu a čase cesty, ale je převážně jen dokladem o zaplacení jízdného.
- otevřená jízdenka: je dokladem o zaplacení jízdného, zpravidla pro konkrétní trasu, ale platnosti pro konkrétní spoj nabývá teprve po zabookování (rezervaci místenky) pro určitý spoj. Tento typ jízdenky nabízí např. autobusový dopravce Student Agency.
- elektronická jízdenka, kód nebo jiná datová informace osvědčující zaplacení jízdného a zaslaná cestujícímu elektronickou cestou

### Podle formy
- jednorázový papírový doklad
  - bločková jízdenka předtištěná
  - bločková jízdenka vypisovací

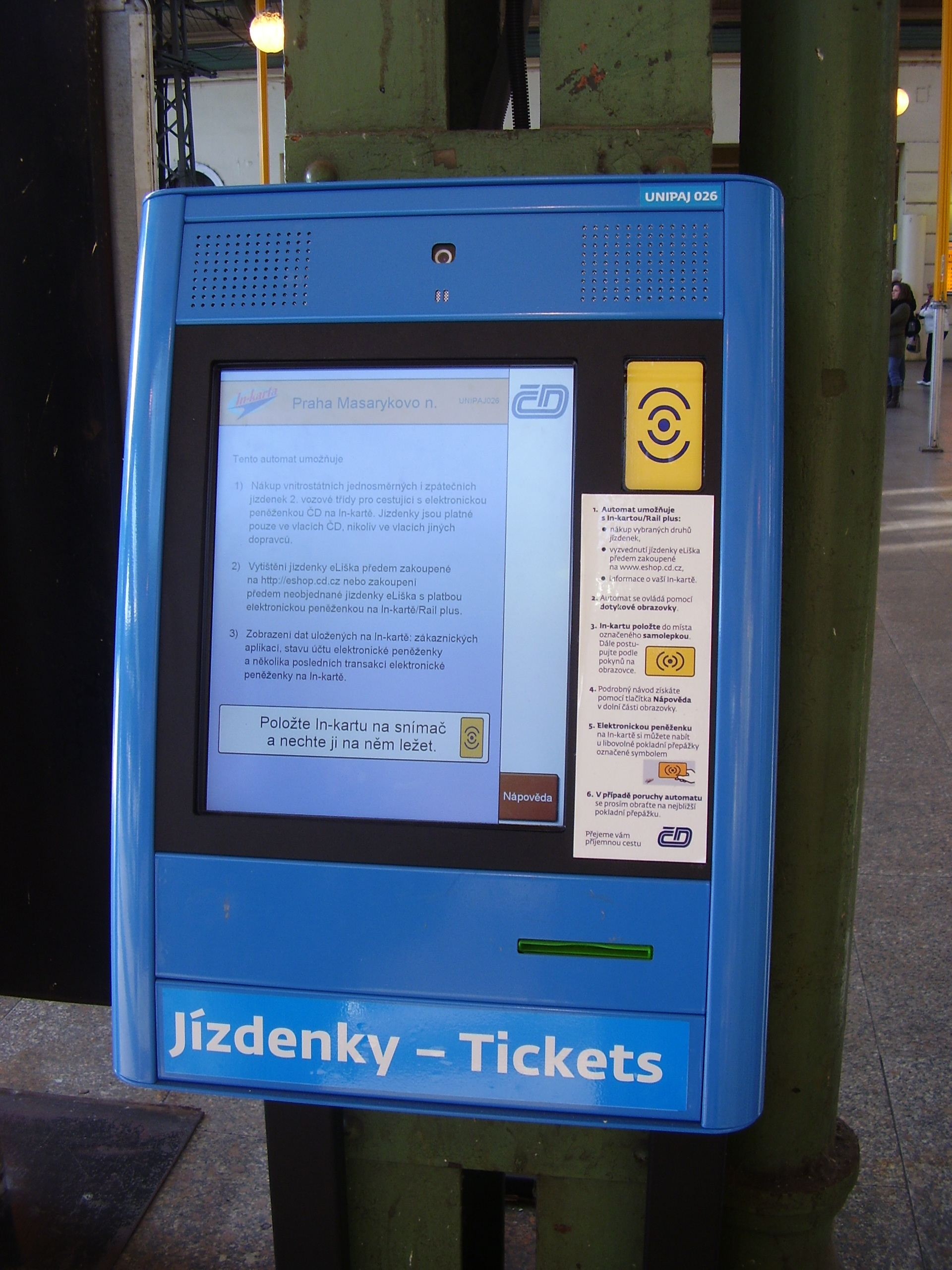
Automat typu UNIPAJ na prodej jízdenek do vlaků ČD na základě In-karty

  - kartónová Edmondsonova jízdenka předtištěná ze zásobníku
  - kartónová jízdenka tištěná přímo ve výdejně
  - z prodejního automatu
  - z odbavovacího strojku
  - z odbavovacího terminálu (tzv. validátoru)
  - z předprodejního terminálu
- jednorázová předplacená karta
- karta s integrovaným obvodem (čipová karta, karta s magnetickým pásem atd.)
- elektronická jízdenka
- průkaz s výměnným časovým kuponem nebo kupony

V některých odbavovacích systémech se jízdenky nepoužívají: buď se platí v hotovosti bez dokladu, nebo může jít o bezplatnou přepravu dotovanou nějakým soukromým nebo veřejným subjektem.
V České republice a většině vyspělých zemí jsou povinnost vydávat jízdenku a rozsah údajů povinně uváděných na jízdence vymezeny právními předpisy. Jízdenka slouží zároveň jako účetní doklad.

## Jízdenka v českém právu

### Definice a druhy jízdenek
V českém právu je pojem jízdního dokladu a jízdenky zaveden zejména ve vyhlášce Ministerstva dopravy a spojů č. 175/2000 Sb., o přepravním řádu pro veřejnou drážní a silniční dopravu osob. Jeho § 4 vymezuje tři druhy jízdních dokladů: jízdenka pro jednotlivou jízdu, jízdenka časová a průkaz opravňující k přepravě. Jízdenka časová podle této definice opravňuje k více jednotlivým jízdám po dobu její platnosti ve vymezeném rozsahu (do této kategorie tedy spadají všechny druhy přestupních jízdenek).
Kromě jízdního dokladu přepravní řád ještě samostatně zmiňuje doklad o zaplacení ceny příplatku za použití vlaku vyšší kvality, doklad o zaplacení místenky a doklad o zaplacení ceny příplatku za lůžko nebo za lehátko (tj. lůžkový nebo lehátkový lístek). Tyto doklady samostatně nejsou jízdními doklady, avšak mohou být a často bývají jejich součástí.

### Náležitosti a podmínky použití

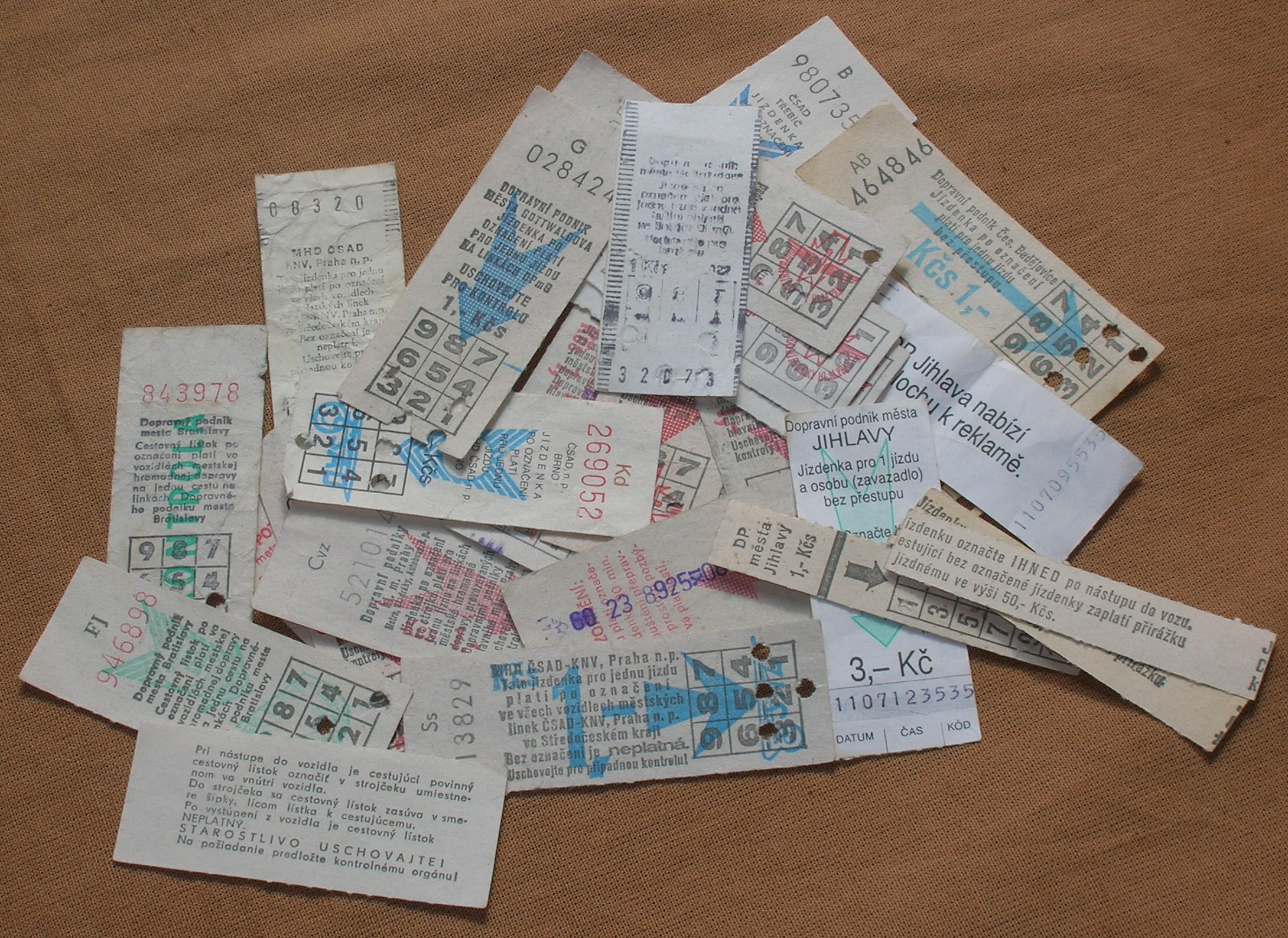
Staré jízdenky z několika českých měst a z Bratislavy

§ 5 vyhlášky č. 175/2000 Sb. stanoví náležitosti jízdenek:
- obchodní jméno dopravce uzavírajícího přepravní smlouvu (některé jízdenky mohou platit i u jiných nebo dalších dopravců)
- nástupní a cílovou stanici nebo přepravní pásmo
- výši jízdného, druh jízdného, případně výši slevy
- údaj o platnosti
- další údaje umožňující kontrolu platnosti a správnosti jejího použití, stanovené ve smluvních přepravních podmínkách
- časová jízdenka navíc obsahuje údaje o druhu časové jízdenky a případně údaje označující jejího držitele

§ 6 vyhlášky č. 175/2000 Sb. stanoví, jaké okolnosti činí jízdní doklad neplatným:
- nedodržení podmínek použití stanovených přepravním řádem, tarifem nebo smluvními přepravními podmínkami
- nevyplnění předepsaných údajů
- použití bez fotografie, je-li vyžadována
- takové poškození, že z dokladu nejsou patrné údaje potřebné pro kontrolu
- údaje neodpovídají skutečnosti nebo byly neoprávněně pozměněny
- doklad je použit neoprávněnou osobou
- uplynula doba platnosti dokladu
- nejde o originál dokladu
- pokud lze jízdenku podle tarifu použít jen ve spojení s jiným dokladem a cestující se jím při kontrole současně neprokáže

Dopravcem pověřená osoba smí neplatnou jízdenku v některých z těchto případů (v případě zneužití nebo nemožnosti obnovit platnost jízdenky) proti potvrzení odebrat.
Jízdenky a další související doklady (o zaplacení místenky nebo příplatku) jsou zmíněny ještě ne úplně přímo v zákoně č. 235/2004 Sb., o dani z přidané hodnoty: v § 26 odst. 5 se píše: „Za správnost vypočtené výše daně pro účely odpočtu daně ze zjednodušeného daňového dokladu a daňového dokladu při hromadné přepravě osob odpovídá plátce, pro něhož se zdanitelné plnění uskutečňuje, i když je na těchto dokladech výše daně uvedena plátcem uskutečňujícím zdanitelné plnění nebo osobou podle odstavce 3.“

### Placení jízdného a nákup jízdenky
Podle § 7 cestující za jízdenku platí jízdné podle tarifu. Prodejce jízdenek tedy nesmí k ceně za jízdenku připočítávat žádný rabat či příplatek nad tuto cenu, nejde-li o cenu příplatku nebo místenky podle tarifu.
Jako základní způsob je ve vyhlášce uvedeno, že dopravce zajišťuje prodej jízdenek před nástupem do vozidla, cestující platí jízdné před nástupem do vozidla a dopravce má za zaplacené jízdné vydá jízdenku. Nezajistí-li dopravce prodej jízdenek před nástupem do vozidla, musí umožnit cestujícímu zakoupit si jízdenku po nástupu do vozidla za jízdné bez přirážky. Jestliže dopravce zajišťuje prodej jízdenek ve vozidle, smí do vozidla cestující nastoupit bez jízdenky i tehdy, mohl-li si jízdenku koupit před nástupem – v takovém případě cestující zaplatí jízdné s přirážkou. Platí-li cestující jízdné po nástupu do vozidla, dopravce mu vydá jízdenku ve vozidle nebo zajistí, aby zaplacené jízdné bylo zaregistrováno odbavovacím systémem. Cestující musí při převzetí zkontrolovat, zda jízdenka odpovídá jeho požadavkům, a pokud neodpovídá, je oprávněn ji odmítnout.
Dopravce musí v jízdním řádu zajistit vyznačení stanic, případně linek nebo spojů, u kterých je umožněn nástup cestujících do vozidla bez jízdenky a zakoupení jízdenky bez přirážky po nástupu do vozidla. Ve smluvních přepravních podmínkách dopravce uvede linky nebo spoje, kde je možno po nástupu do vozidla zakoupit jízdenku s přirážkou, a další podrobnosti týkající se prodeje jízdenek, příplatků a místenek, podmínek jejich vracení, druhy a formy jízdenek, způsob označování jízdenek při samoobslužném odbavování atd.
Novelizací vyhlášky 175/2000 Sb., přepravní řád, byl od 1. 10. 2020 pojem jízdenka zcela vypuštěn a přepravní řád tak nadále používá výhradně pojem jízdní doklad. 